# ماساهارو نيشي
ماساهارو نيشي (باليابانية: 西 政治) (29 مايو 1977 في فوكوكا في اليابان – )؛ هو لاعب كرة قدم ياباني سابق كان يلعب كمدافع.

## روابط خارجية
- ماساهارو نيشي على موقع الاتحاد الدولي (مؤرشف)  (الإنجليزية)
- ماساهارو نيشي على موقع رابطة كرة القدم اليابانية للمحترفين (اليابانية)
- ماساهارو نيشي على موقع عالم كرة القدم.نت (الإنجليزية)